# Agaricia tenuifolia
Agaricia tenuifolia är en korallart som beskrevs av James Dwight Dana 1846. Agaricia tenuifolia ingår i släktet Agaricia och familjen Agariciidae. IUCN kategoriserar arten globalt som nära hotad. Inga underarter finns listade i Catalogue of Life.

## Bildgalleri

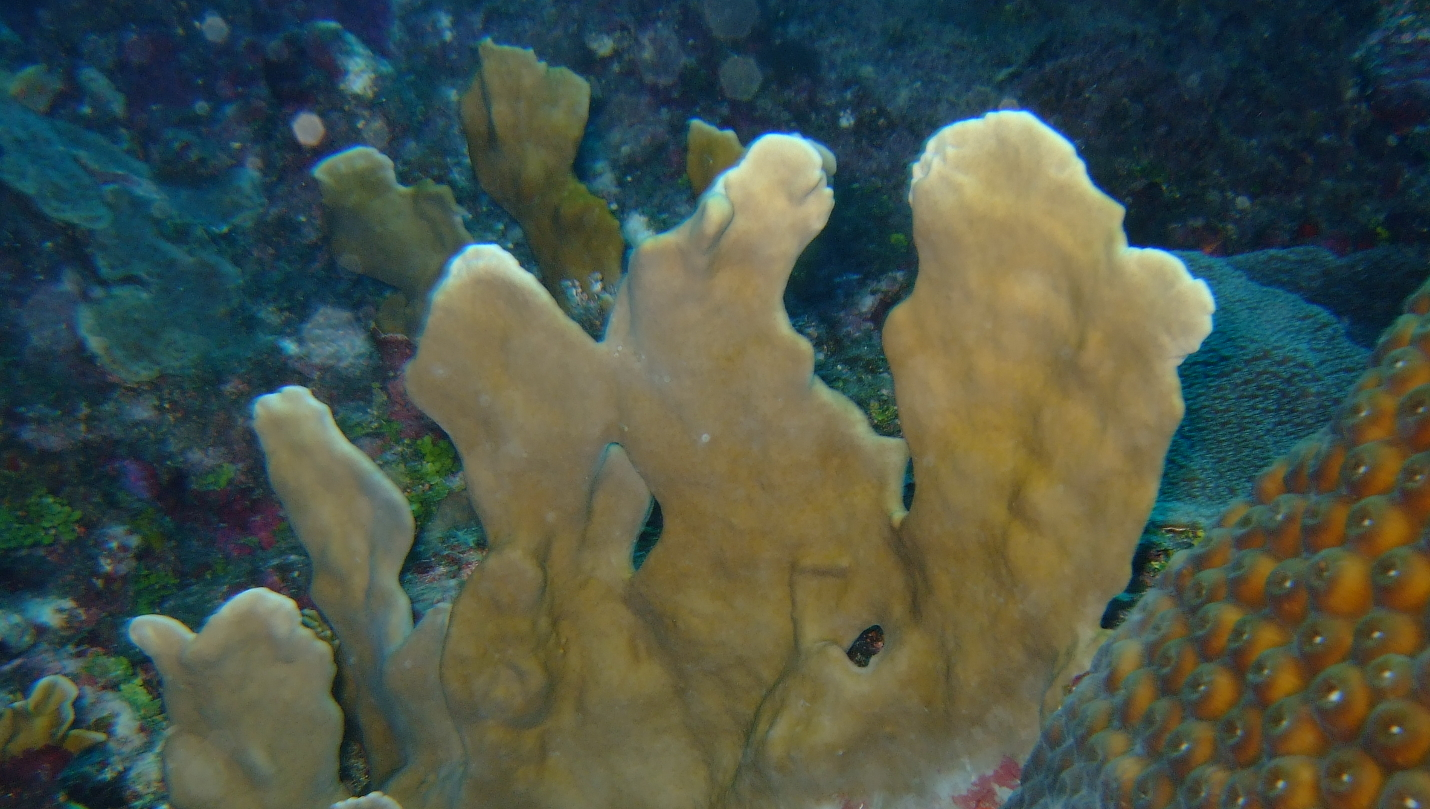
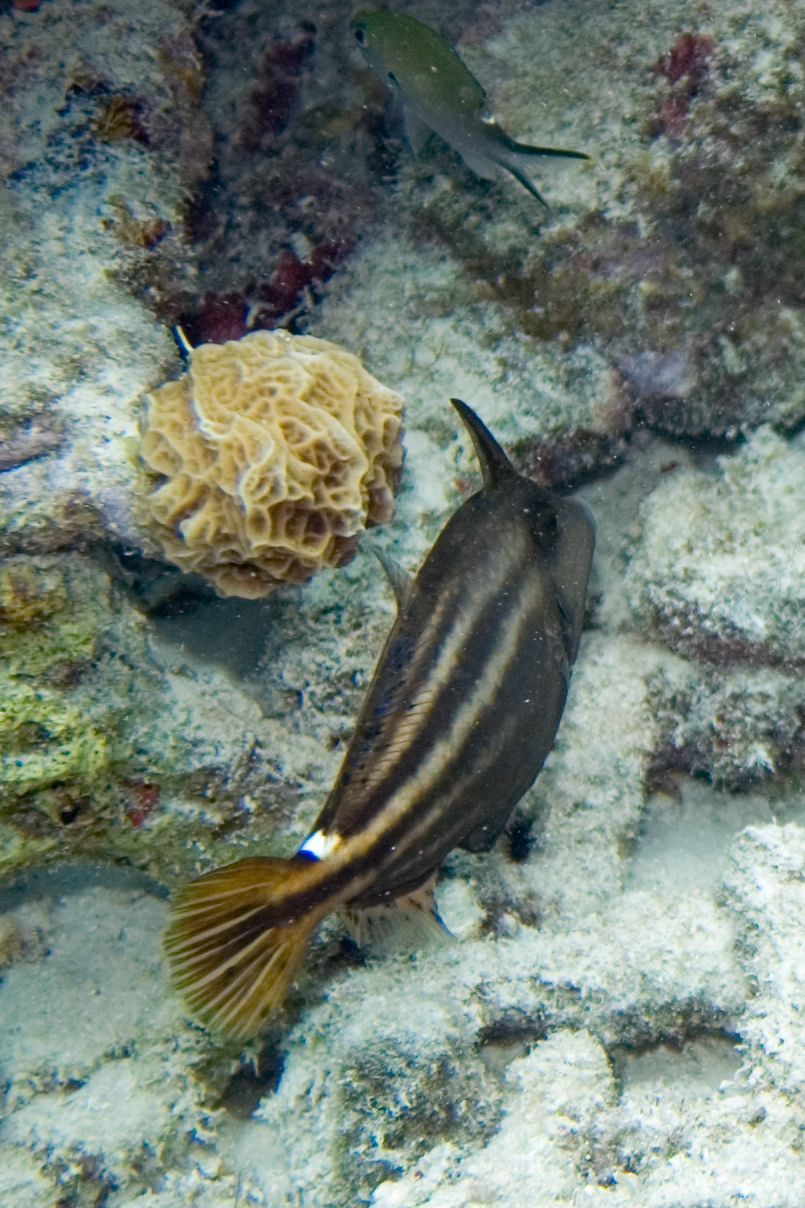
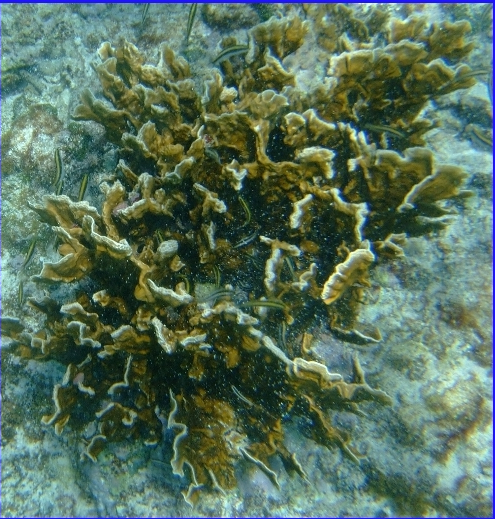